# Rivière Pot au Beurre (rivière Yamaska)
Pour les articles homonymes, voir Beurre (homonymie) et Rivière Pot au Beurre.
La rivière Pot au Beurre est un tributaire de la rivière Yamaska. Elle coule vers le nord-est dans les municipalités de Sainte-Victoire, de Saint-Robert, de Sorel-Tracy et de Yamaska dans la municipalité régionale de comté (MRC) Pierre-De Saurel, dans la région administrative de la Montérégie, sur la Rive-Sud du fleuve Saint-Laurent, au Québec, Canada.

## Toponymie
L'origine de ce toponyme reste ambigu. La principale hypothèse est que les résidents avaient l'habitude de conserver leur beurre au frais en l'immergeant dans les eaux de cette rivière. L'arpenteur Joseph Bouchette désigna ce cours d'eau rivière Pot au Beurre dans sa Description topographique de la province du Bas Canada (1815). Elle a été anciennement connue sous le nom de Première rivière Pot au Beurre et de ruisseau du Dragage. Le toponyme a été officiellement inscrit le 5 décembre 1968.

## Géographie
La rivière Pot au Beurre prend sa source à Sainte-Victoire-de-Sorel. Elle s'écoule ensuite en direction nord-est pour se jeter dans la rivière Yamaska. À 5 km en amont de l'embouchure, elle reçoit les eaux de la Petite rivière Pot au Beurre à Yamaska, à la hauteur de la pointe de l'île Saint-Jean. Le bassin a des ramifications denses et est artificialisé. Ils sont un indicateur de l'imperméabilité du sol, qui nécessite un drainage, étant donné qu'elle est située dans une zone où l'agriculture est pratiquée de façon intensive. La majorité de ses affluents sont des fossés agricoles redressés. 
La rivière Pot au Beurre a une longueur de 23 km et draine un bassin versant de 210 km2. Au total, son bassin comprend 607 km de cours d'eau. Son dénivelé est quasi-nul.